# 努拉巴德 (洛雷斯坦省)
努拉巴德（波斯語：‎）是伊朗的城市，位於該國西部札格羅斯山脈中部，由洛雷斯坦省負責管轄，距離首府霍拉馬巴德約80公里，海拔高度1,848米，2006年人口56,404 。